# Loma de Arriba (San Pedro del Pinatar)
Loma de Arriba es una pedanía del municipio de San Pedro del Pinatar en la comunidad autónoma de Murcia en España. Se encuentra en el límite de la Comunidad Autónoma de la Región de Murcia con el municipio de la Comunidad Valenciana de Pilar de la Horadada (Alicante). Limita con cuatro pedanías: Las Pachecas, Los Tárragas, Las Esperanzas y Los Veras. Se trata de una pedanía situada en el interior del municipio y que dispone de algunos cultivos agrícolas en invernaderos.